# Espiritu Santo
Espiritu Santo (in spagnolo Espíritu Santo "Spirito Santo", a volte chiamata semplicemente Santo), è l'isola più grande della repubblica di Vanuatu, con una superficie di 3955,5 km². Appartiene all'arcipelago delle Nuove Ebridi nella regione del Pacifico della Melanesia. È situata nella provincia di Sanma.
Il comune di Luganville, sulla costa sud-est dell'isola, è il secondo insediamento di Vanuatu per abitanti oltre che la capitale provinciale.
Su Espiritu Santo è presente la vetta più alta di Vanuatu, il monte Tabwemasana, con i suoi 1 879 metri.

## Storia
L'esploratore portoghese Pedro Fernández de Quirós, inviato dalla Spagna, istituì un insediamento a Big Bay, sul lato nord dell'isola, nel 1606. Espiritu Santo deve il suo nome a Quirós, che diede il nome di La Australia di Espíritu Santo all'intero gruppo di isole. Durante il periodo del condominio internazionale anglo-francese, Hog Porto, sulla costa nord-orientale, era il sito del distretto di amministrazione britannico, mentre Segond, vicino Luganville era il centro di amministrazione del distretto francese.
Durante le ultime fasi della seconda guerra mondiale l'isola è stata la sede di una grande base di sostegno e di decollo delle forze militari statunitensi e alleate. La presenza americana è rimarcata dal famoso luogo di immersione "Million Dollar Point", dove i militari americani inabissarono tutte le attrezzature militari prima di abbandonare l'isola. Oggi è possibile osservare sui fondali aeroplani, carri armati e altri mezzi militari oltre che milioni di bottiglie di Coca-Cola e 7-Up.
Tra maggio e agosto 1980 l'isola è stata la sede di una ribellione durante il trasferimento del potere nelle Nuove Ebridi dal condominio allo Stato indipendente di Vanuatu. Jimmy Stevens, sostenuto da interessi francesi dalla Fondazione Phoenix e dai Libertari Americani, sperando di stabilire un porto franco, dichiarò l'isola di Espiritu Santo indipendente del nuovo governo proclamando la Repubblica di Vemerana. Vanuatu, chiese allora aiuto al governo di Papua Nuova Guinea che inviò le proprie truppe per riportare l'ordine a Espiritu Santo.

## Economia
L'isola, con i suoi numerosi relitti e le barriere coralline, è una popolare meta turistica per i subacquei, sulla costa settentrionale si estendono spiagge di sabbia candida mentre la costa occidentale è caratterizzata da numerose grotte.
Oltre al supporto al crescente settore turistico, la popolazione locale si dedica alla coltivazione di caffè, cacao e arachidi. Sull'isola si trovano alcuni allevamenti di bovini destinati all'esportazione.